# مكتب الوقوف

رجل يعمل على مكتب واقف

مكتب الوقوف هو مكتب مصمم للكتابة أو القراءة أو الرسم أثناء الوقوف أو أثناء الجلوس على كرسي مرتفع.

## تاريخ

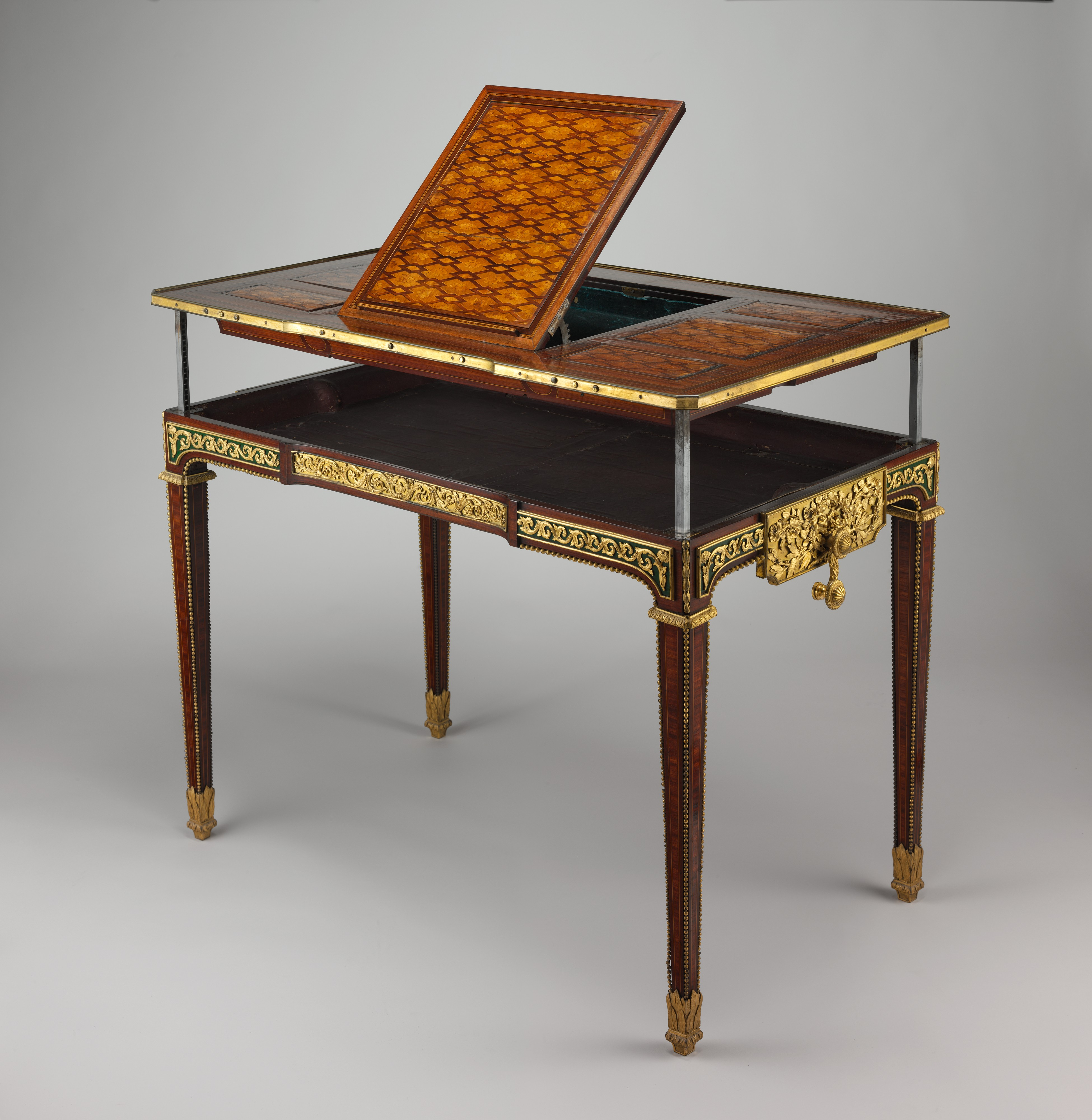
1778 صُمم مكتب جلوس بوقفة لماري أنطوانيت لاستخدامه أثناء الحمل.

كتب العديد من الكتاب ورجال الدولة واقفين: توماس جيفرسون، تشارلز ديكنز، ونستون تشرشل، إرنست همنغواي،  وفلاديمير نابوكوف. كان لبعضهم مكاتب أو مناضد مصممة خصيصًا. تم تطوير تصميم مكتب الكمبيوتر الدائم الحديث من قبل ماكس بانفيلد من مودبري، جنوب أستراليا، ونشر في الطبعة العاشرة من كتابه المسمى نظرية الموقف، بموجب حقوق الطبع والنشر مع جميع الحقوق محفوظة، بعد 18 عاما من نشره مقالا بعنوان مسألة الإطار في طبعة يونيو 1980 من مجلة الممرضات الأستراليات،  الصفحات 27-29، التي خلص فيها إلى أن سبب الأمراض التي لا يمكن اكتشافها في موظفي المكاتب كان يميل نحو المكتب طوال اليوم مما يضغط على كل شيء في الصدر والبطن. أضافت سنواته التالية من التجارب إلى ارتفاع المكتب مع ثلاث إلى أربع منصات في الأعلى ومواقع مختلفة لمكونات الأقسام العليا. تمت مراجعته بتشكك في طبعة خريف عام 2000 من مجلة The Skeptic وأضيف لاحقا إلى ويكيبيديا ثم حذفها من ويكيبيديا باعتبارها «نظرية رجل واحد فقط» في عام 2007. منذ ذلك الحين، يمكن رؤية مبادئ التصميم في ما أصبح يعرف باسم ثورة الوقوف في الولايات المتحدة التي تبلغ قيمتها 6 مليارات دولار سنويا.

## الاختلافات

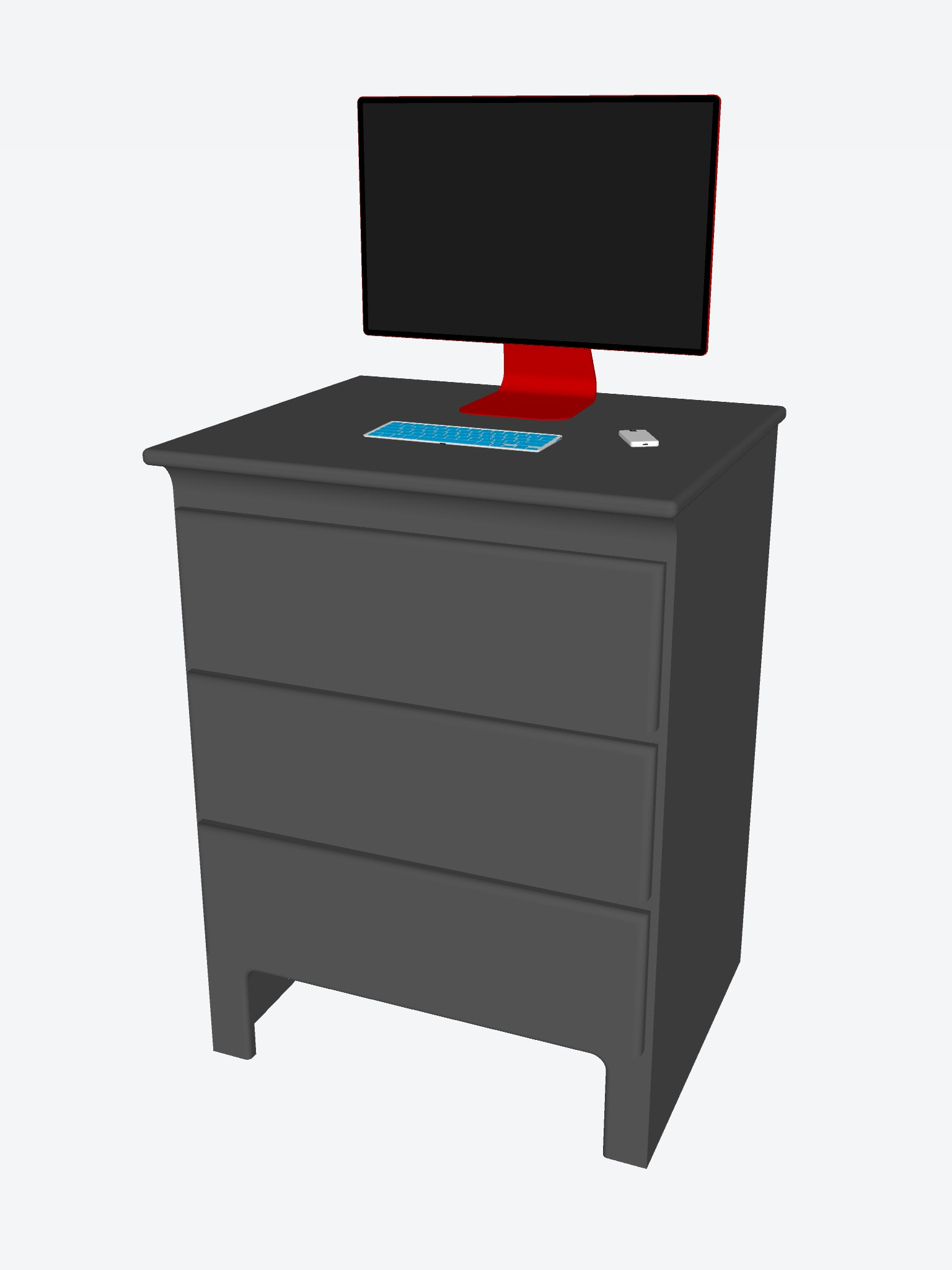
مكتب تسريحة

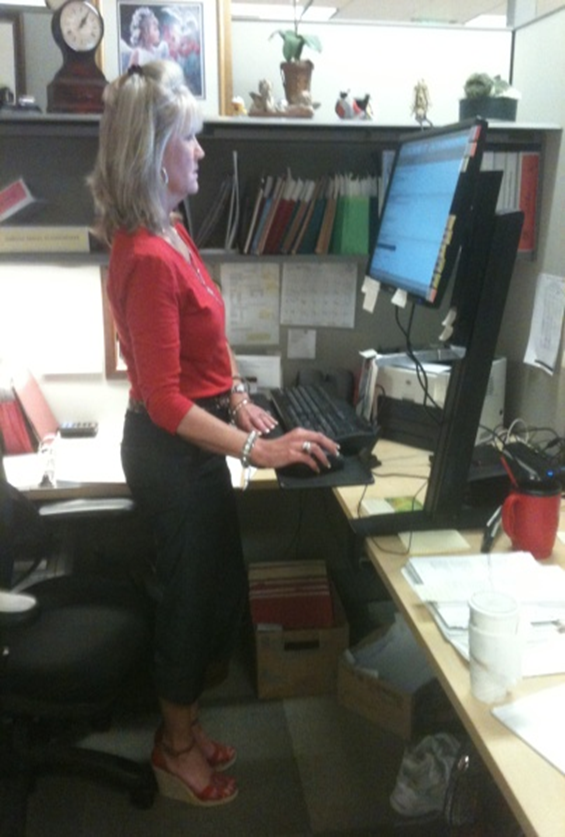
امرأة تستخدم مكتب الجلوس في وضع الوقوف.

صنعت مكاتب الوقوف باشكال واساليب مختلفة. قد تكون مكاتب الوقوف متخصصة لتناسب مهام معينة، مثل بعض الاختلافات في مكتب الهاتف ومكاتب الصياغة المعمارية. يمكن استخدام بعض المكاتب الدائمة فقط أثناء الوقوف بينما يسمح البعض الآخر للمستخدمين بالجلوس أو الوقوف عن طريق ضبط ارتفاع المكتب باستخدام محرك كهربائي أو كرنك يدوي أو نظام موازنة. يتم بناء بعض المكاتب أيضا مثل منابر المعلمين، مما يسمح بوضعها فوق مكتب موجود للوقوف، أو إزالتها للجلوس.
في حين أن ارتفاع معظم المكاتب الجالسة موحد، فإن المكاتب الدائمة مصنوعة في العديد من الارتفاعات المختلفة التي تتراوح من 70 إلى 128 سم (28 إلى 50 بوصة). من الناحية المثالية، يناسب ارتفاع المكتب الدائم ارتفاع مستخدمه الفردي. باستخدام المكاتب الجالسة، يمكن ضبط الارتفاع بالنسبة للمستخدم عن طريق ضبط ارتفاع كرسي المستخدم. ومع ذلك، نظرا لأن مستخدمي المكتب الدائم يتحركون أكثر مما كانوا عليه عند الجلوس، فإن استخدام قاعدة التمثال لضبط ارتفاع المستخدم ليس عمليا.
لحل هذه المشكلة، قد يكون المكتب الدائم إما مصنوعا حسب الطلب، ليناسب ارتفاع المستخدم، أو مصنوعا من أجزاء قابلة للتعديل. بالنسبة للكتابة أو الصياغة، قد تكون زاوية أو ميل السطح قابلة للتعديل، مع طاولة رسم نموذجية أو جدول على غرار tronchin. إذا كان المكتب مصنوعا لاستخدام الكمبيوتر، فقد تكون الأرجل قابلة للتعديل. خيار آخر هو منصة مصنوعة للجلوس فوق مكتب يجلس بشكل منتظم يرفع سطح المكتب إلى ارتفاع مفيد للوقوف. قد تكون هذه المنصات ثابتة الارتفاع أو قابلة للتعديل.
يمكن تعديل ارتفاع المكتب أو مكتب الجلوس على وضعي الجلوس والوقوف؛ هاذا مزعوم ليكون أكثر صحة من مكتب الجلوس فقط. قد تكون مكاتب الجلوس والوقوف لها دور في تقليل وقت الجلوس أثناء يوم العمل بين 30 دقيقة وساعتين في يوم العمل ولكن الأدلة منخفضة.
تحتوي بعض المكاتب الدائمة العتيقة على إطار مفتوح مع أدراج، وسكة قدم (تشبه تلك التي شوهدت في البار) لتقليل آلام الظهر. يمكن رفع سطح المكتب المفصلي من أجل الوصول إلى خزانة صغيرة تحته حتى يتمكن المستخدم من تخزين أو استرداد الأوراق وأدوات الكتابة دون الحاجة إلى الانحناء أو الوقوف بعيدا عن المكتب.

## التأثير على الصحة
هناك معدل وفيات أعلى بكثير بين الأشخاص الذين يجلسون بانتظام لفترات طويلة، ولا يتم نفي الخطر من خلال ممارسة التمارين الرياضية بانتظام، على الرغم من أنه يتم تخفيضه.
تشير الأدلة منخفضة الجودة إلى أن تزويد الموظفين بخيار المكتب الدائم قد يقلل من طول الوقت الذي يجلس فيه بعض الأشخاص في السنة الأولى. قد ينخفض هذا الانخفاض في الجلوس مع مرور الوقت. ليس من الواضح كيف تقارن المكاتب الدائمة بالتدخلات الأخرى في مكان العمل لتقليل طول الوقت الذي يجلس فيه الموظفون خلال يوم العمل.
قد تقلل محطات العمل التي تقف على الجلوس من آلام أسفل الظهر بين الأشخاص في مكان العمل. في السكان المستقرين، قد يقلل تغيير الموقف من فرصة الإصابة بآلام أسفل الظهر.
لا يوجد توافق دولي في الآراء حول المستويات الموصى بها من الجلوس والوقوف أثناء العمل، وتختلف الممارسات المقترحة في مكان العمل في مختلف البلدان.
لا توجد سوى اختلافات طفيفة في إنفاق الطاقة بين الجلوس والوقوف.
ربطت الأبحاث بين الجلوس لفترات طويلة والمشاكل الصحية، بما في ذلك السمنة ومتلازمة التمثيل الغذائي — وهي مجموعة من الحالات التي تشمل زيادة ضغط الدم وارتفاع نسبة السكر في الدم والدهون الزائدة في الجسم حول الخصر ومستويات الكوليسترول غير الطبيعية.